# 黃易 (正德進士)
黃易（1488年—？），字伯貞，號九潭，江西廣信府弋陽縣人，民籍，明朝政治人物。

## 生平
江西鄉試第二名舉人。正德十二年（1517年）中式丁丑科會試第一百四十八名，登第二甲第十一名進士。選翰林院庶吉士。授翰林院编修，嘉靖六年（1527年）十月被罢。
嘉靖十八年（1539年）二月选置东宫官僚，恢复编修原职，兼校书，未赴任。

## 家族
曾祖黃敬方，曾任承事郎；祖父黃澄源，曾任知州；父黃珽，曾任縣丞。母徐氏。重庆下。